# B Phur Real
B Phur Real — студійний альбом блюзового співака і гітариста Джиммі Докінса, випущений лейблом Artful Records в 1995 році. Записаний в березні та квітні 1995 року на студії KALA Studios в Атланті.

## Список композицій
1. «Two Timin' Love» (С. Добінес, Рік Міллер) — 5:20
2. «Lonesome Blues» (Джиммі Докінс, С. Добінес) — 6:03
3. «If It Ain't Love» (Даян Браун) — 6:14
4. «B Phur Real» (Джиммі Докінс, Вейн Гойнс) — 8:44
5. «Walk With Me» (Рік Міллер) — 4:58
6. «Begging Business» (Тревіс Геддікс) — 3:44
7. «You Got It, Baby» (Джиммі Докінс, С. Добінес) — 7:20
8. «Can't Hide My Love» (Джиммі Докінс, С. Добінес) — 5:09

## Учасники запису
- Джиммі Докінс — гітара і вокал
- Вейн Гойнс — гітара
- Леброн Скотт — бас
- Генрі Паррілла — фортепіано, орган
- Стіві Макрей — клавішні (2,5)
- Браєн Коул — ударні
- Джон Рід — труба (3,6)
- Джон Лонго — саксофон (3,6)
- Нік Лонго — саксофон (3,6)

### Технічний персонал
- Браєн Коул — продюсер
- Даян Браун — аранжувальник
- Джиммі О'Нілл — інженер
- Едді Міллер — інженер, продюсер
- Френсіс П. Дрейєр — дизайн
- Коул Гертс — дизайн
- Емметт Мартін — фотографія